# Psammobatis
Genre
Psammobatis est un genre de raie.

## Liste des espèces
- Psammobatis bergi Marini, 1932
- Psammobatis extenta (Garman, 1913)
- Psammobatis lentiginosa McEachran, 1983
- Psammobatis normani McEachran, 1983
- Psammobatis parvacauda McEachran, 1983
- Psammobatis rudis Günther, 1870
- Psammobatis rutrum Jordan, 1890
- Psammobatis scobina (Philippi, 1857)